# Robert Reed (baron Reed d'Allermuir)
Pour les articles homonymes, voir Robert Reed (homonymie) et Reed.
Robert John Reed (né le 7 septembre 1956) est un juge écossais et président de la Cour suprême du Royaume-Uni. Il est le principal juge du tribunal de commerce d'Écosse avant d'être promu à l'Inner House de la Court of Session en 2008. Il est une autorité en matière de droit des droits de l'homme en Écosse et ailleurs, et est l'un des juges ad hoc du Royaume-Uni à la Cour européenne des droits de l'homme. Il est également juge non permanent de la Cour d'appel final de Hong Kong.

## Jeunesse
Reed fait ses études au George Watson's College d'Édimbourg, et étudie à la faculté de droit de l'Université d'Édimbourg, où il obtient un LLB avec distinction de première classe et remporte une bourse Vans Dunlop. Il obtient aussi un DPhil au Balliol College, Oxford, en écrivant une thèse de doctorat sur le "Contrôle juridique de l'aide gouvernementale à l'industrie", et est admis à la Faculté des avocats en 1983 ,.

## Carrière juridique
Reed est conseiller juridique junior permanent auprès du Scottish Education Department de 1988 à 1989 et du Scottish Office Home and Health Department de 1989 à 1995. Il est nommé conseiller de la reine en 1995 et avocat suppléant en 1996. Il est sénateur du Collège de justice, juge de la Cour de session et de la Haute Cour de justice du Collège de justice du pays, en 1998, avec le titre judiciaire, Lord Reed. Il siège d'abord en tant que juge de la Chambre extérieure, devenant juge commercial principal en 2006. Il est l'un des juges ad hoc du Royaume-Uni à la Cour européenne des droits de l'homme  et siège dans les arrêts de la Grande Chambre sur les appels des assassins de James Bulger en 1999. Entre 2002 et 2004, il est conseiller expert de l'initiative conjointe UE / Conseil de l'Europe avec la Turquie. Il est promu à l'Inner House (première division) en 2008 et nommé au Conseil privé ,. Il siège à la Cour suprême du Royaume-Uni pendant la maladie de Lord Rodger d'Earlsferry, avec Lord Clarke, et succède à Lord Rodger.
Il est président du Comité de coopération judiciaire franco-britannique depuis 2005 et président du Forum européen des juges pour l'environnement de 2006 à 2008, où il occupe désormais la fonction de vice-président. Il est membre du conseil consultatif du British Institute for International and Comparative Law de 2001 à 2006, et du groupe de travail des Nations unies sur l'accès à la justice depuis 2006. Il est responsable de l'organisation caritative Children in Scotland (depuis 2006) et président du Centre for Commercial Law de l'Université d'Édimbourg (depuis 2008). Il est professeur honoraire de droit à l'Université calédonienne de Glasgow depuis 2005 et à la faculté de droit de l'Université de Glasgow depuis 2006 ,.
Le 20 décembre 2011, il remplace feu Lord Rodger of Earlsferry en tant que juge à la Cour suprême du Royaume-Uni  et prête serment le 6 février 2012 .
Lord Reed est responsable du conseil des enfants en Écosse de février 2006 à mars 2012.
Le 31 mai 2017, il prend ses fonctions de juge non permanent de la Cour d'appel final de Hong Kong .
Il est nommé vice-président de la Cour suprême du Royaume-Uni en mai 2018, succédant à Lord Mance à sa retraite. Il prête serment au nouveau poste le 6 juin 2018 .
Le 25 janvier 2019, il est nommé membre honoraire de l'Académie des experts en reconnaissance de sa contribution et de son travail pour les témoins experts.
Le 24 juillet 2019, dernier jour de Theresa May comme Premier Ministre, la reine le nomme président de la Cour suprême du Royaume-Uni et déclare son intention de l'élever à la pairie. Il succède à la baronne Hale de Richmond le 11 janvier 2020 après sa retraite  et le même jour est créé baron Reed d'Allermuir, de Sundridge Park dans l'arrondissement londonien de Bromley. Il prête serment en tant que président le 13 janvier et est présenté à la Chambre des lords le 16 janvier.
En 2015, Reed est élu membre de la Royal Society of Edinburgh . Lord Reed est le grand intendant de l'Université d'Oxford et succède à Lord Rodger en tant que visiteur du Balliol College, Oxford.
Il épouse Jane Mylne, Lady Reed en 1988, avec qui il a deux filles.